# Sonic Firestorm
| 전문가 평가  | 전문가 평가 |
| 평가 점수    | 평가 점수   |
| 출처         | 점수        |
| ------------ | ----------- |
| AllMusic     | [ 1 ]       |
| Blabbermouth | 7/10        |
| Sputnikmusic | 4.0/5       |

《Sonic Firestorm》은 2004년 5월 11일, 노이즈 레코드를 통해 발매된 영국의 파워 메탈 밴드 드래곤포스의 두 번째 스튜디오 음반이다. 베이시스트 에이드리언 램버트와 드러머 데이브 매킨토시가 참여한 첫 번째 음반이다.
이 음반의 재발매는 2010년 2월 22일에 밴드의 첫 번째 음반인 《Valley of the Damned》의 리믹스 및 리마스터드 버전과 함께 발매되었다. 이번 재발매에는 오리지널 발매 당시 일본 보너스 트랙이었던 보너스 트랙 〈Cry of the Brave〉도 함께 제공되었다.

## 제작
밴드의 두 번째 음반 녹음과 믹싱은 2003년 10월 6일부터 12월 10일까지 서리주의 씬 아이스 스튜디오에서 진행되었다. 모든 기타는 런던에 허먼 리의 라머루저 스튜디오에서 녹음되었다.

## 곡 목록
| #  | 제목                           | 작사·작곡                         | 재생 시간 |
| -- | ------------------------------ | --------------------------------- | --------- |
| 1. | 〈My Spirit Will Go On〉       | ZP 더트, 샘 토트먼                | 7:54      |
| 2. | 〈Fury of the Storm〉          | 토트먼                            | 6:46      |
| 3. | 〈Fields of Despair〉          | 허먼 리, 토트먼                   | 5:25      |
| 4. | 〈Dawn Over a New World〉      | 토트먼                            | 5:12      |
| 5. | 〈Above the Winter Moonlight〉 | 바딤 프루자노프, 토트먼, 리, 더트 | 7:30      |
| 6. | 〈Soldiers of the Wasteland〉  | 더트, 토트먼                      | 9:47      |
| 7. | 〈Prepare for War〉            | 리, 더트                          | 6:15      |
| 8. | 〈Once in a Lifetime〉         | 더트, 토트먼                      | 7:46      |